# 旗本
旗本（日语：／ hatamoto）是中世紀到近代的日本武士的一種身分。一般是指在江戶時代石高未滿一萬石，但有資格在將軍出場的儀式上出現，御目見以上的德川將軍家的直屬家臣團的統稱。即使薪酬只有二百石的家臣，御目見以上都視為旗本，否則稱為御家人。旗本所統治的領地稱作知行所。
在日本的戰國時代，旗本一詞最初指的是在戰場上守護主君軍旗的武士團。

## 戰國時代的旗本
在戰國時代，旗本一般是指直接受主君指揮且屬於直属部隊的家臣，有別於國人眾等獨立於主君之外的私人軍團所編成的幕下層 〈並非是家臣，但行臣下之禮且軍事上從屬於主君〉。一般會以譜代家臣為中心來編成部隊，並在戰時組成主君的本陣。當時，構成幕下的地方豪強，特別是國人眾不僅完全獨立於主君之外，部分甚至還是擁有城池的獨立領主，在這種背景下，主君則信賴其直属的旗本家臣團，並且以其為中心來進行國政。舉例來說，上杉家的旗本千坂景親，戰時便常常留守於本陣週遭，並取得傲人的戰績，在日本進入江戶時代前則擔任家臣團的中樞。

## 江戶時代的旗本

### 概要
在江户時代，旗本是以在三河發跡的德川家家臣為代表。其他還有北條家、武田家、今川家的遺臣、大名的族人、改易大名的名號繼承者、偏遠地方的豪族或大名，以及戰國大名、守護大名如赤松氏、畠山家、別所家、北條家、富樫家、最上家、山名家、武田家、今川家、大友家、織田家、金森家、滝川家、筒井家、土岐家、福島正則的嫡系子孫、庶出子孫構成。江戶時代初期至中期，幕府認可大名的旗本，因此當時盛行創立稱作分知的旗本家分家。
領地的石高特別高的旗本，被稱作「大身旗本」。
旗本中同樣也有類似「參勤交代」的制度，稱作「交代寄合」。交代寄合大多數都是石高較高的家系，但也有像德川將軍家本家分支的松平乡松平家〈石高僅有四百二十石〉或米良家〈領地為荒蕪的無高、米良山〉這樣石高較少的家系。
負責參與各式儀式、接待大名及擔任大名禮儀指導的如吉良家、畠山家、今川家、武田家等舊名門出身者，在家臣團中被稱呼為「高家」。高家最初只有吉良家、今川家、石橋家三家，後來逐漸增加到二十六家。高家中大多數都是石高達一千石左右，擔任的官位比起領有的俸祿要高出不少。高家甚至能當到與十萬石大名平級的官位，但石高最高也不曾達到五千石。另外，高家若要擔任其他的幕府職位，必須先脫離高家成為旗本。

### 定義
旗本的定義就是一萬石以下，而且是將軍的直屬家臣，都當作旗本，當中喜連川氏等是例外，雖然他們只領有五千石，但德川幕府當作為大名。通常旗本由一些失格的大名〈最上、福島〉以及一些大名家的末子。收入在三千石的旗本，平時的工作為負責江戶城及將軍的護衛〈番方〉及文官「役方，行政・司法・財政方面擔當」。無役三千石以上旗本必須寄合編入小普請組的工作。五千石以上的大身旗本擔任將軍側眾、御側御用取次、大番頭、書院番頭、小姓組番頭、駿府城代等工作。餘一百至兩百石的小祿旗本詳見江戶幕府旗本役。旗本中橫田家，在橫田準松這一代，加增至9千5百石，成為旗本的最高位。其次為深溝藩板倉重昌的次子板倉重直，八千石。
江戶時代對於旗本的俗稱為「旗本八萬騎」，根據一七二二年調查數目為五千，御目見以下的御家人包含在內直屬家臣團約一萬七千人。其中共一百名為擁有五千石以上的石高，三百名擁有三千石以上，當中九成的旗本只有五百石產值以下的莊園領地。而御家人則沒有知行取而領卅俵至八十俵的藏米取。也就是九成以上的旗本〈旗本在藩曰侍、上士，御家人在藩曰徒士、下士〉每年約穫得兩百俵玄米〈約三千六百公升的糙米或約五千四百公斤糙米，米的密度每公升七百五十克〉作為自己和另外十二家〈足輕等，以五百石軍役計算，不計馬糧〉的開銷，若以一家五口計算，平均每人可以獲得九十公斤的糙米，作為一年的開銷。